# Josef Hromádka
Josef Lukl Hromádka (né le 8 juin 1889 à Hotzendorf - mort le 26 décembre 1969 à Prague) était un théologien protestant tchèque. Il a été l'un des fondateurs de la Christian Peace Conference.
Né dans une famille paysanne luthérienne dans un village de Moravie dans l'empire austro-hongrois, Hromádka a étudié la théologie à Vienne, Bâle et Heidelberg, ainsi qu'à Aberdeen. Il était un partisan et membre de sa fondation en 1918 de l'Église évangélique unifiée des frères tchèques.
En 1939, Hromádka a fui les nazis en exil, prenant un poste au Princeton Theological Seminary aux États-Unis. Il revient à Prague en 1947 pour reprendre son poste à la faculté de théologie Comenius.
Fondateur de la Conférence chrétienne pour la paix, il a qualifié l'invasion de la Tchécoslovaquie de 1968 dirigée par les Soviétiques de « la plus grande tragédie de ma vie ». Il quitte le mouvement en novembre 1968.